# Gerry Cosby
Gerard Finton David Cosby (15. květen 1909 Roxbury – 26. listopad 1996 Stockbridge) byl americký lední hokejista a podnikatel.
Věnoval se od dětství golfu, tenisu i baseballu, s hokejem začínal roku 1928 jako brankář v klubu Boston Tigers, později hrál za Massachusetts Rangers, kteří byli pověřeni reprezentací USA na mistrovství světa v ledním hokeji 1933 v Praze. Cosby byl oporou svého týmu, v pěti zápasech pustil jediný gól a zasloužil se o finálové vítězství nad Kanadou: byla to první porážka Kanaďanů v historii velkých turnajů a první titul mistrů světa pro Američany. Působil v klubu New York Rovers, trénoval s New York Rangers, New York Americans a Boston Bruins, v National Hockey League však nikdy nenastoupil. Hrál také v Anglii za Wembley Lions, reprezentoval USA na mistrovství světa v ledním hokeji 1938, kde jeho tým skončil na sedmém místě. Spolu s bratrem Johnem Cosbym provozoval v New Yorku úspěšný obchod se sportovními potřebami Gerry Cosby & Co. V roce 1997 byl mezi prvními osobnostmi zařazenými do Síně slávy IIHF.